# 第13回日劇學院賞
←第12回 - 第13回 - 第14回→
第13回日劇學院賞，為針對1997年4月到6月在日本播出的春季檔連續劇之投票與評比。最佳作品由知名話題劇《一個屋簷下2》獲得，草彅剛以個人首部初主演的作品《いいひと》獲得主演男優賞。

## 最優秀作品賞
《一個屋簷下2》

## 主演男優賞
草彅剛（いいひと。）

## 主演女優賞
藥師丸博子（現代灰姑娘）

## 助演男優賞
內野聖陽（現代灰姑娘）

## 助演女優賞
室井滋（快遞高手）

## 新人賞
河村隆一（兩個人）

## 服裝造型賞
長塚京三（理想上司）

## 腳本賞
山田太一（長不齊的蘋果們4）

## 攝影賞
日本電視台《FiVE》

## 主題歌賞
〈DO NOT〉藤井郁彌（現代灰姑娘）

## 卡司賞
富士電視台《快遞高手》

## 片頭賞
河毛俊作《快遞高手》

## 導演賞
星護、村上正典、加門幾生（いいひと。）

## 特別賞
《兩個人》的外景拍攝工作人員